# Вітряк De Put
Вітряк De Put (нід. Molen De Put) — дерев'яний вітряк у нідерландському місті Лейден, має статус місцевої пам'ятки. Є копією старовинного стовпового вітряка, зведеною у 1987 році. Назва походить від прізвища першого власника — Яна Янсензона Пута (нід. Jan Jansenzoon Put). Це один з дев'яти лейденських вітряків, що збереглися, та один з двох, що розташовані в межах історичного центру міста.

## Історія
Перший вітряк на цьому місці був зведений 1619 року і згорів 1640 року, але незабаром його відновили. Близько 1729 року замість оригінального дерев'яного вітряка стовпового типу був побудований цегляний шатровий вітряк (однотипний із сусіднім вітряком De Valk), який отримав назву De Korenmolen (укр. «Зерновий млин»). 1817 року цей вітряк зруйнували.
У XX столітті, в рамках святкування 25-річчя Рейнландського товариства вітряків (нід. Rijnlandse Molenstichting), яке пройшло 20 січня 1983 року, вирішили відбудувати оригінальний дерев'яний вітряк De Put на тому самому місці. Як раз за декілька років до цього були знесені майже всі будівлі казарм біля воріт Морспорт і утворилося вільне місце, частково зайняте парком, а 1982 року археологи знайшли залишки фундаменту вітряка. Серед мешканців Лейдена провели компанію зі збору коштів і вже 1987 року вітряк De Put постав на тому ж самому місці, що й 368 років тому.

## Опис
Вітряк De Put стоїть на кам'яній основі заввишки 1,85 м. Сам вітряк дерев'яний, пофарбований у чорний колір. Діаметр лопатей становить 24,20 м.
Вітряк відкритий для відвідування по суботах з 11:00 до 16:00, 2-4 рази на місяць, а також на Свято пам'яток та місцевий День вітряків з 10:00 до 17:00. Окрім туристичної цікавинки, це — діючий борошномельний млин, тут можна придбати помелене борошно кількох видів. Мельником цього вітряка, а також чотирьох інших, є Філіп Пейннакен (нід. Philip Pijnnaken).

## Парк De Put
Біля вітряка De Put, на березі каналу Морссінгел, лежить невеликий однойменний парк. Він утворився 1981 року, після знесення більшості будівель казарм Морспорт. У 2014 році стартував проект за створення єдиного парку навколо історичного центру Лейдена, частиною якого має стати парк De Put.
На території парку розташований так званий Індійський меморіал (нід. Indië-monument) — невеликий пам'ятник на честь 26 мешканців Лейдена, що загинули у Нідерландській Ост-Індії у 1945—1952 роках. Пам'ятник зведений у 1999 році, за проектом скульптора Герарда Браувера.

## Галерея

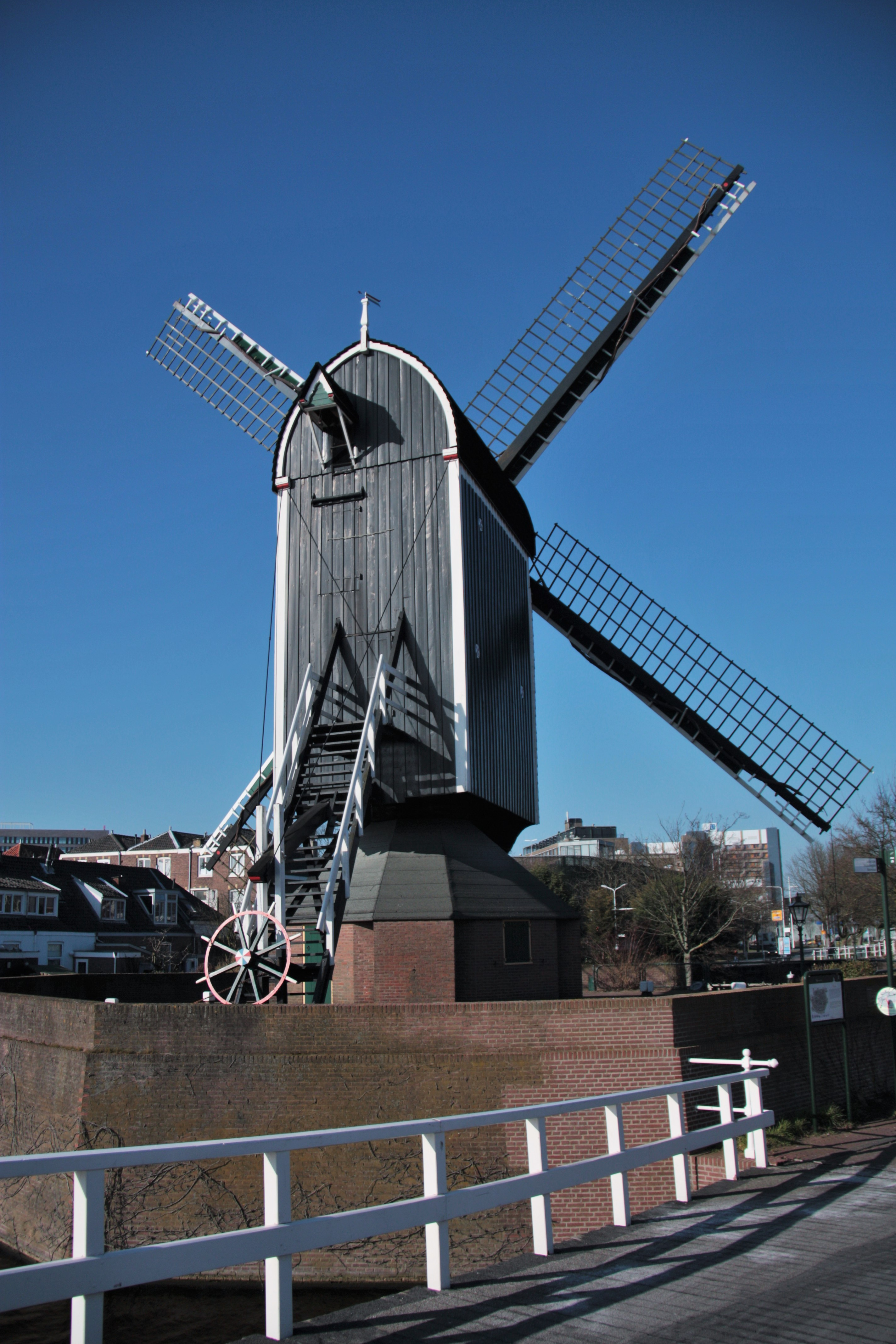
Вітряк з тильної сторони
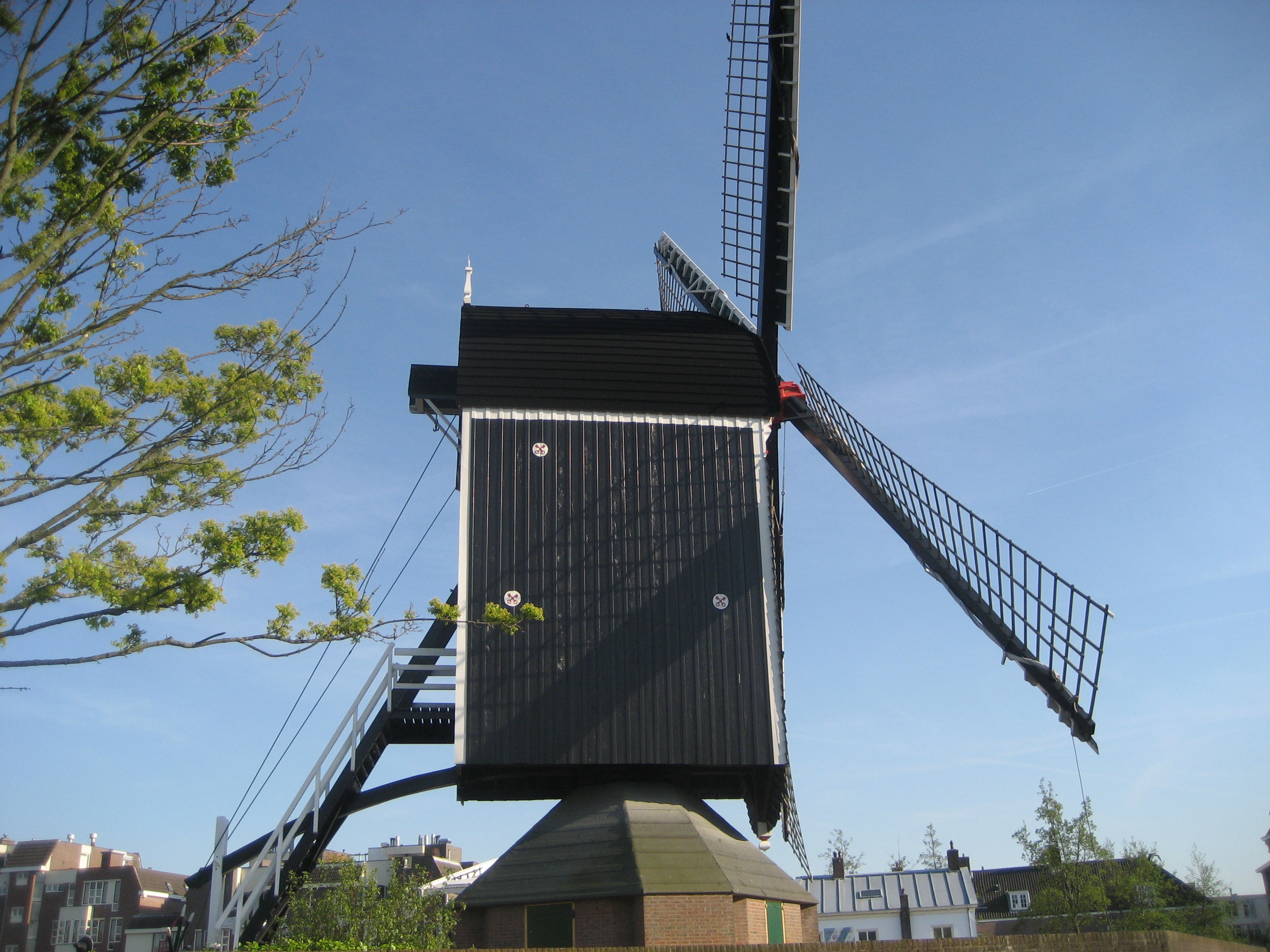
Вітряк з боку
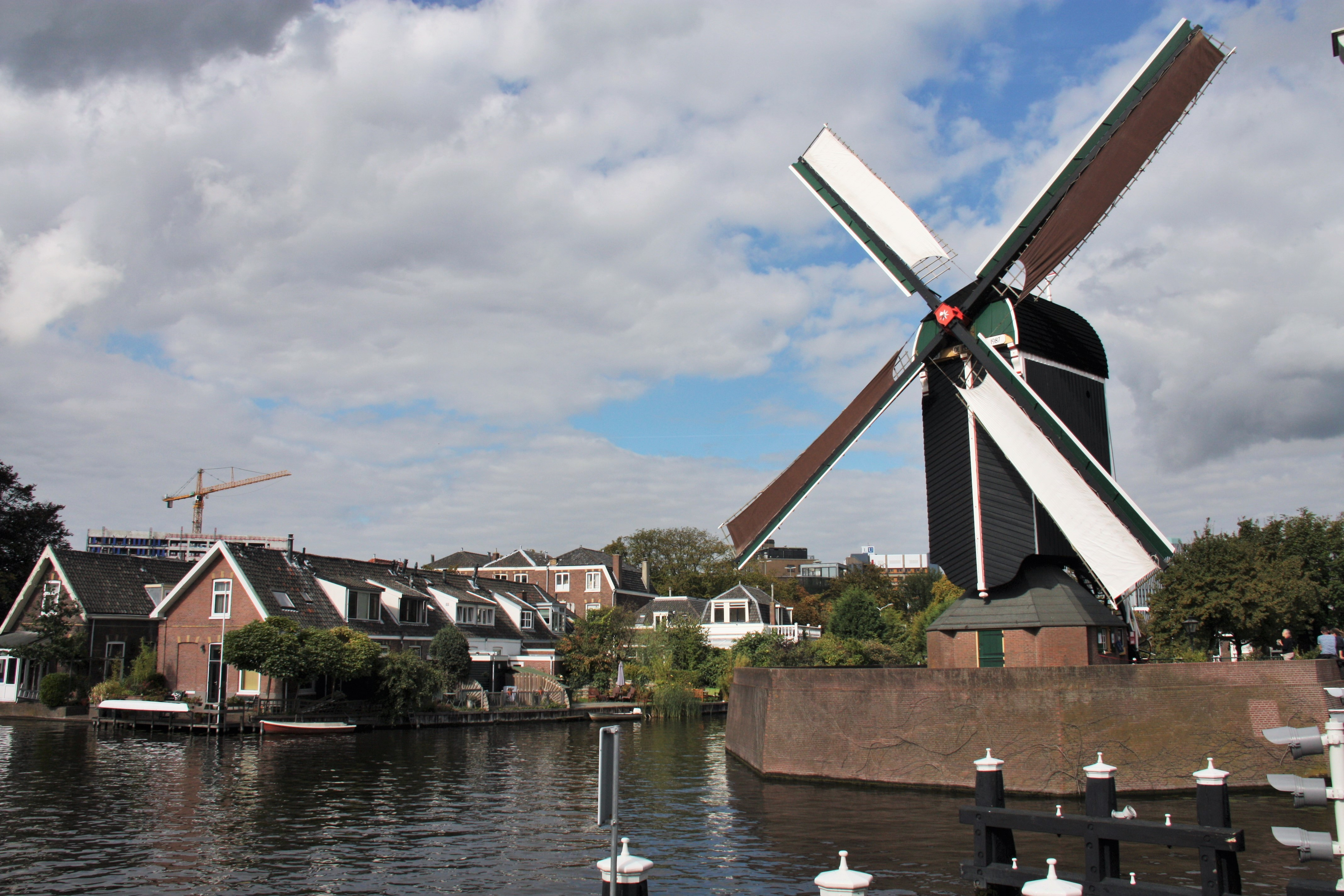
Вигляд з мосту Рембрандтбрюг
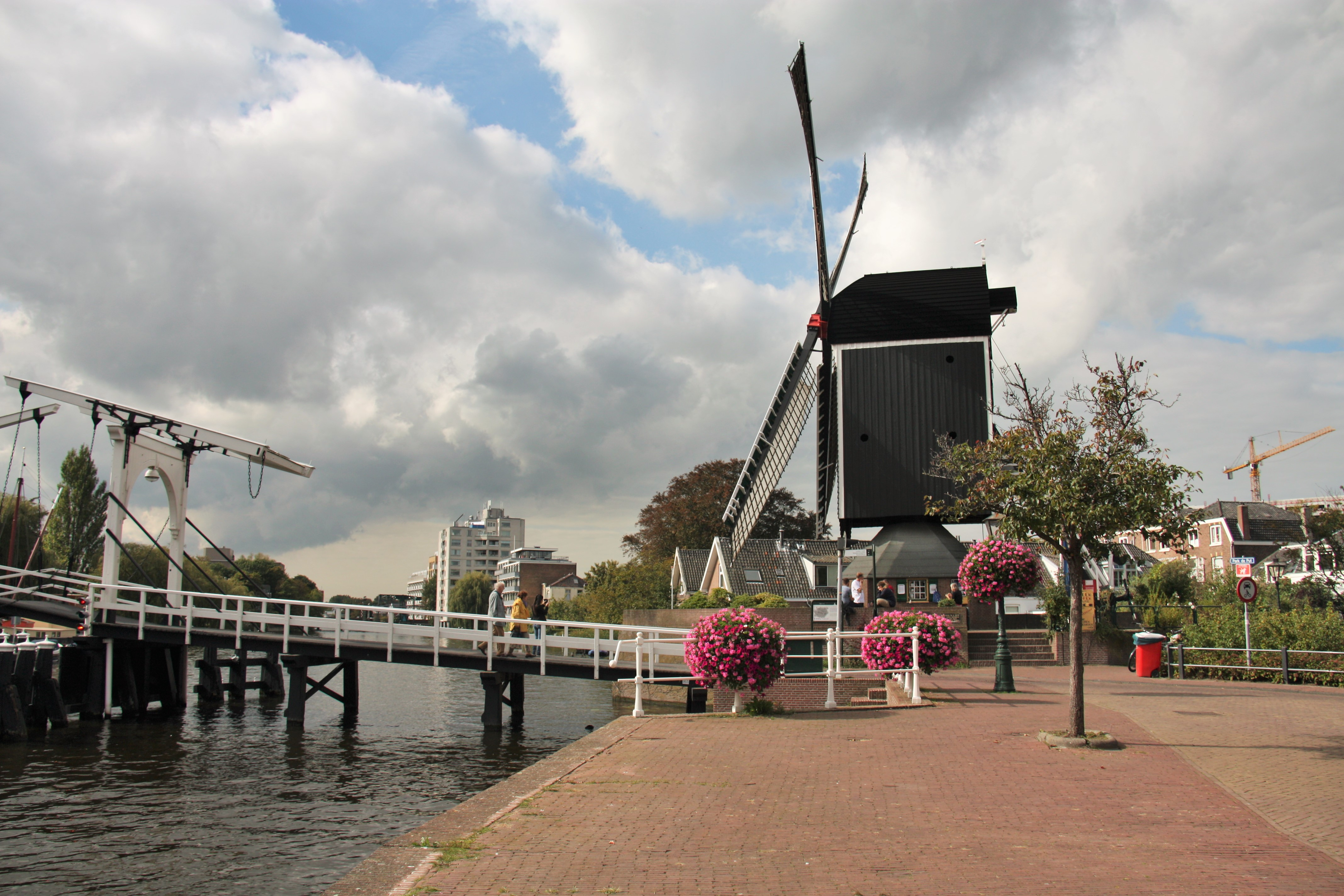
Вигляд з набережної Корт Галгеватер
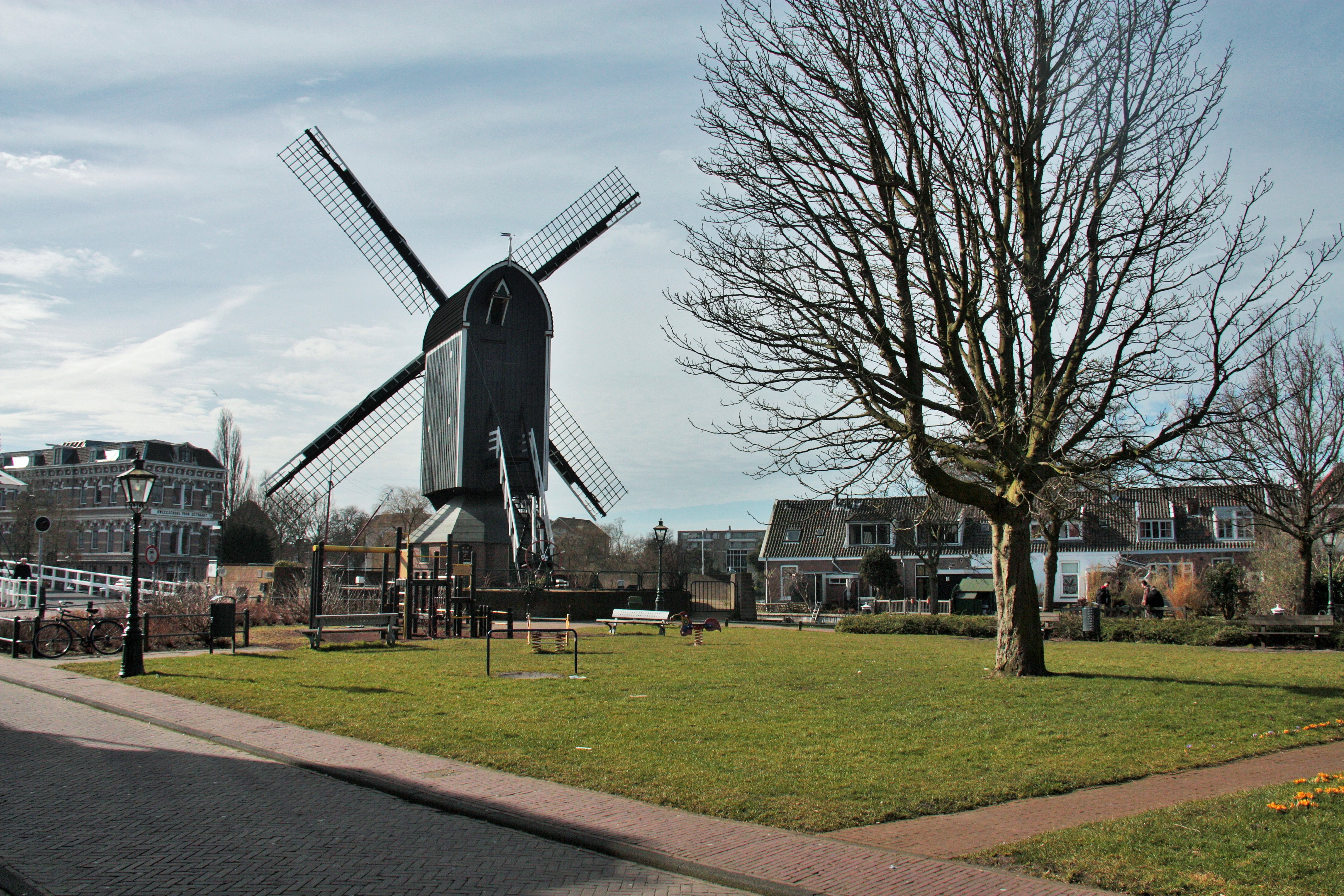
Вітряк De Put з боку однойменного парку
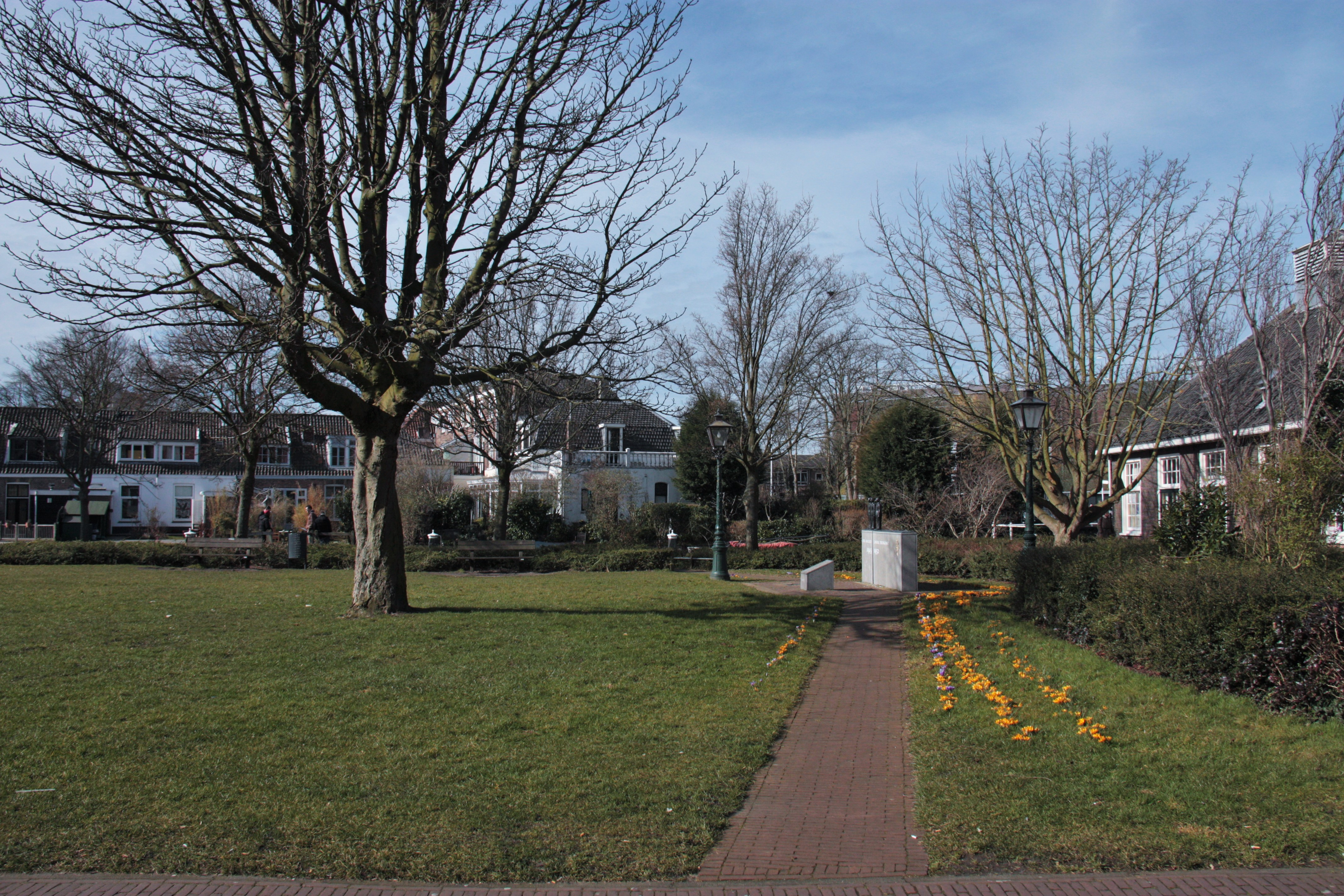
Парк De Put
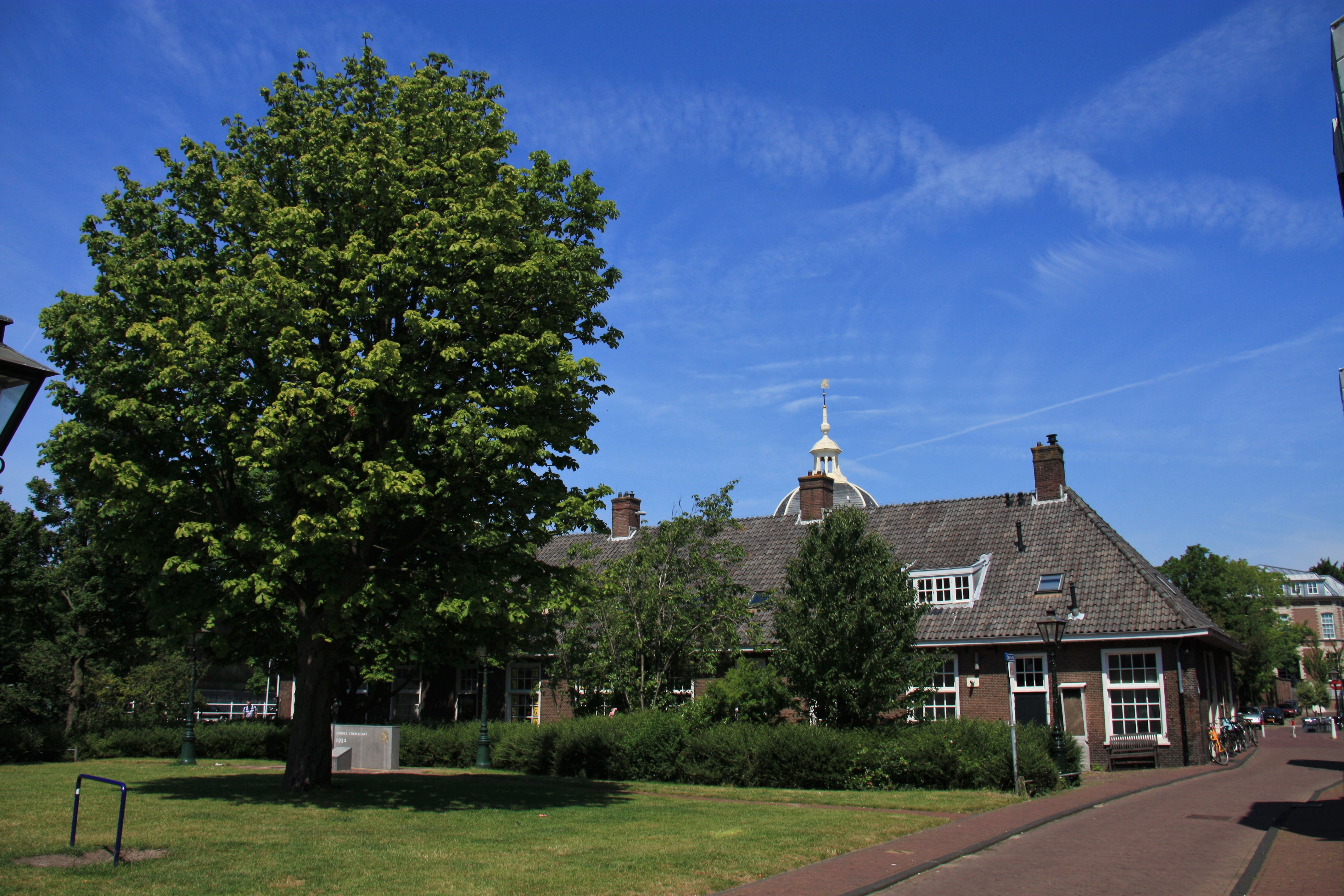
Парк De Put і будівля колишніх казарм Морспорт
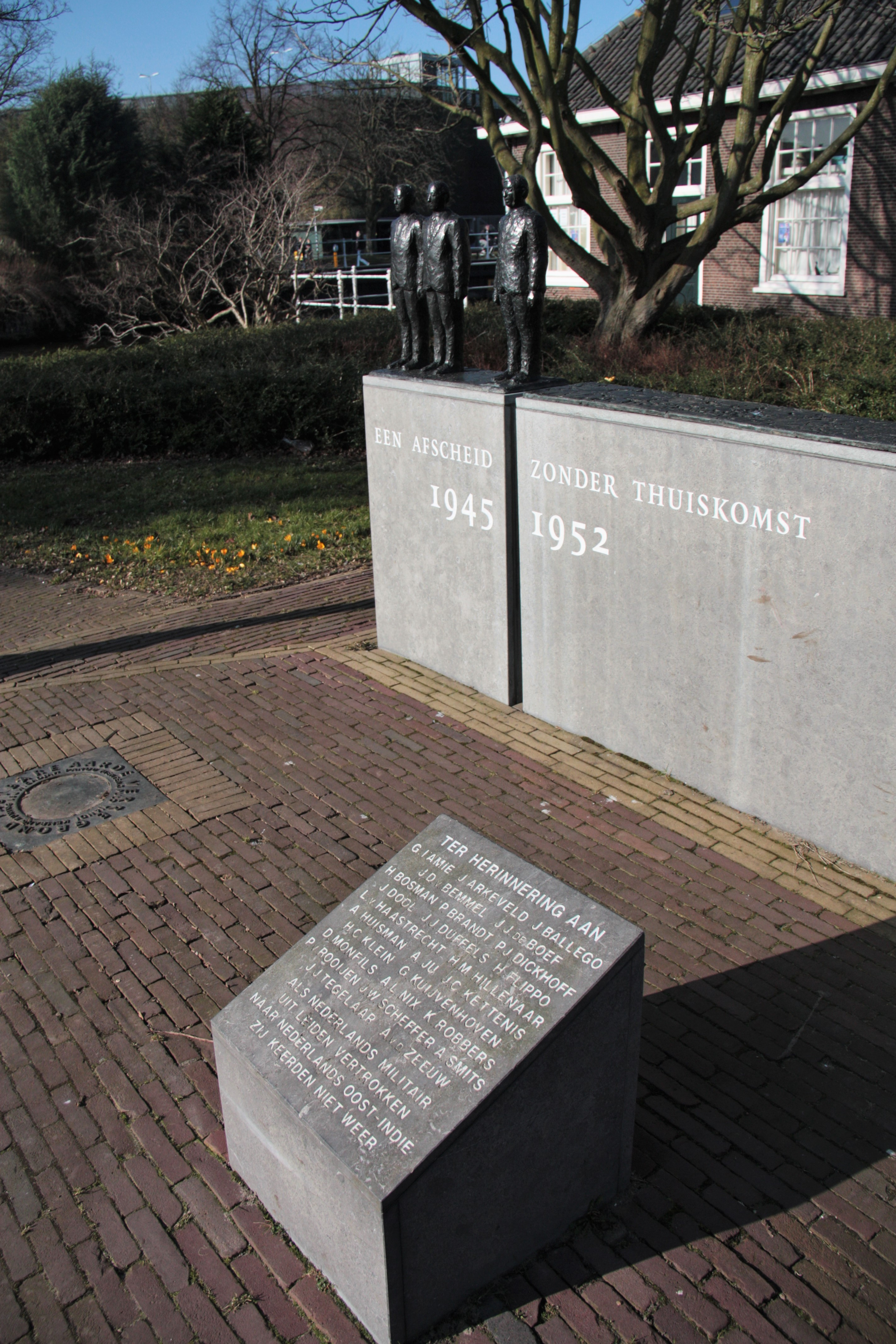
Індійський меморіал у парку